# Blutsuppe
Blutsuppe oder Schwarze Suppe (griechisch μέλας ζωμός mélās zōmós oder αἱματία haimatía) ist die Bezeichnung eines Hauptgerichtes der Spartiaten.

## Zutaten und Verbreitung
Die Suppe, ein typisches Soldatengericht, bestand aus scharf gewürztem Schweinefleisch, -blut, Essig und Salz und war eines der wenigen namentlich bekannten Gerichte der männlichen Vollbürger Spartas. Das Besondere war die damit verbundene Nutzung von viel Schweinefleisch. Schweinefleisch war zwar nicht unüblich, doch wurde im antiken Griechenland eher anderes Fleisch (Schaf-, Ziegen-, Geflügel- und auch Rindfleisch) verzehrt. Täglicher Fleischverzehr wie in Sparta war in anderen griechischen Städten nur den reichen Bewohnern möglich. Nach dem Untergang des spartanischen Staates im 2. Jahrhundert v. Chr. geriet die Blutsuppe lange Zeit in Vergessenheit.

## Heutige Varianten
Heute wird Blutsuppe unter anderem in Gläsern und Därmen verkauft, wobei das Gericht um Fleisch- und Wurzelgemüsebrühe, Graupen, Salz, Gewürze, Knoblauch und andere Zutaten ergänzt wird. Eine Variante der Suppe ist speziell auch die Schwarze Suppe oder das Schwarzsauer. Eine in der böhmischen Küche verbreitete Blutsuppe ist die Prdelačka („Arschsuppe“).